# Volg

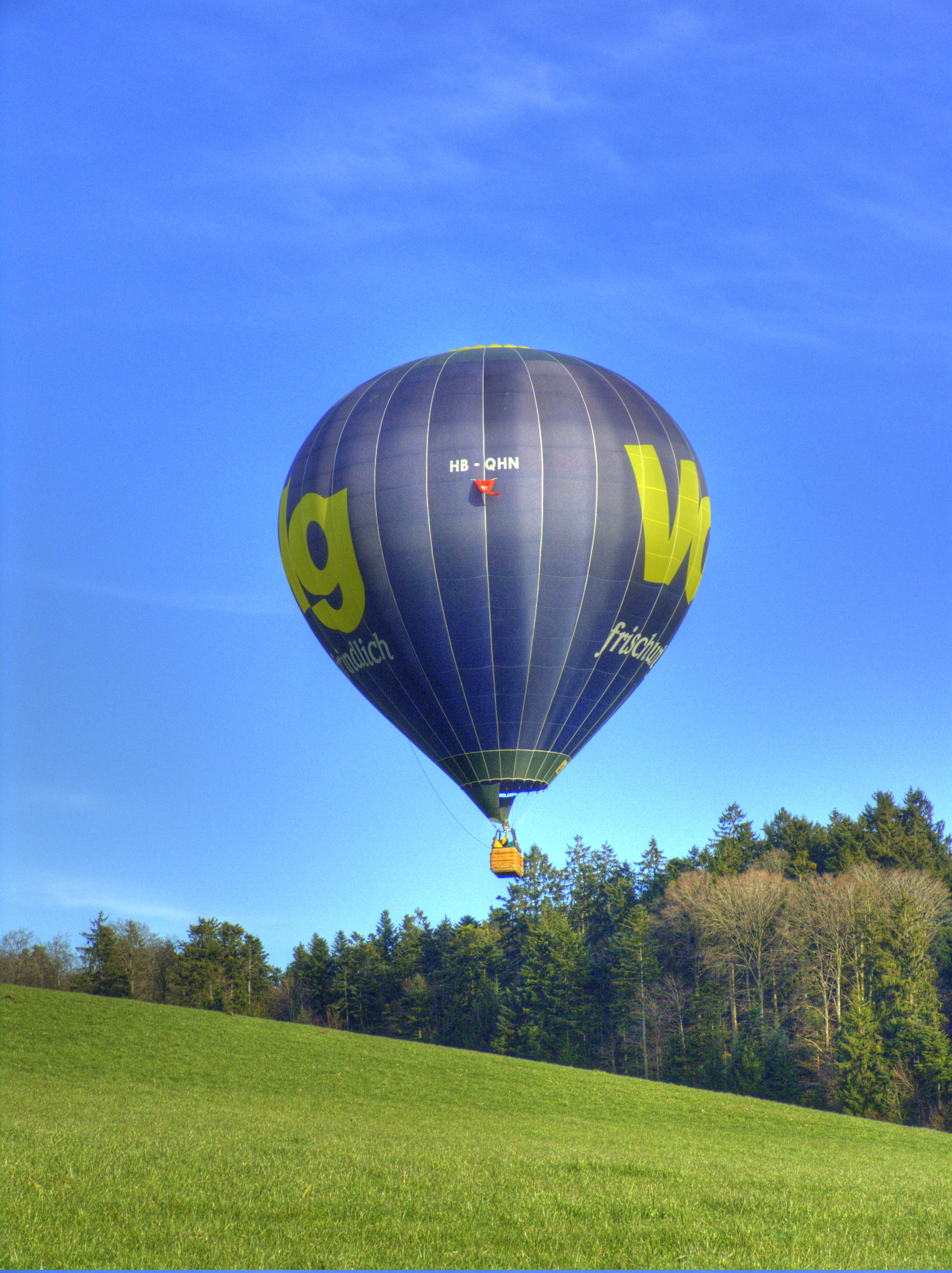
Volg-Ballon

Volg ist eine Schweizer Detailhandels- und Grosshandelsorganisation mit Sitz in Winterthur, die zur Fenaco-Gruppe gehört. Der Name des Unternehmens ist aus dem Akronym für den Verband ostschweizerischer landwirtschaftlicher Genossenschaften entstanden. Volg gehört zu den 500 grössten Unternehmen in der Schweiz.
Die Ladengeschäfte befinden sich üblicherweise in ländlichen bzw. kleinen Gemeinden und übernehmen eine wichtige Funktion als Nahversorger.

## Geschichte
Mit einer Ladeneröffnung in Mühlethurnen expandierte Volg 1996 in den Kanton Bern. Im Jahr 2005 wurden die beiden Marken Primo und Vis-à-Vis von der Rewe Group übernommen. 2011 gab es in der ganzen Deutschschweiz rund 550 Volg-Läden. 2013 wurde ein Verteilzentrum in Oberbipp eröffnet. Im Jahr 2015 wurde bekannt, dass Volg 18 Pam- und Proxiläden in der Westschweiz übernimmt. Im Mai 2017 eröffnete Volg einen Online-Shop. Im gleichen Jahr begann die Belieferung der Tankstellenshops des LV-St.Gallen. Im Jahr 2018 begann Volg ausschliesslich Schweizer Eier in seinen Läden zu verkaufen. In über 400 Volg-Läden werden Postagenturen der Schweizerischen Post betrieben und in sämtlichen Filialen kann seit Februar/März 2019 mit der Sonect-App Bargeld bezogen werden. Im Jahr 2023 verbannte Volg Bananen aus konventionellem Anbau und führt seither ausschliesslich Bananen aus biologischem Anbau im Sortiment, welche nach europäischen Bio-Normen produziert wurden. Zudem plant Volg in sämtlichen Filialen ab Januar 2025 rund 40 Produkte der Bio-Marke Alnatura ins Sortiment aufzunehmen, abhängig von der Grösse der jeweiligen Filiale.
2018 wurde bekannt, dass Philipp Zgraggen per 1. September 2019 die Rolle als Geschäftsführer von Ferdinand Hirsig übernimmt. Gleichzeitig übernahm er bei Fenaco die Leitung des Departements Volg-Läden und Tankstellenshops in der Division Detailhandel und Energie, der bis Ende 2020 Ferdinand Hirsig vorstand. Per 1. Januar 2021 hat die Verwaltung von Fenaco Philipp Zgraggen zum Leiter der Division Detailhandel und Mitglied der engeren Geschäftsleitung der Fenaco gewählt. Er leitet weiterhin das Departement Volg Läden/Tankstellenshops.
Die Volg Konsumwaren AG ist Mitglied der Swiss Retail Federation und dort mit Philipp Zgraggen (Verwaltungsratsdelegierter der Volg Konsumwaren AG) im Vorstand vertreten.

## Zahlen und Fakten
Die Volg-Gruppe erwirtschaftete 2023 einen Umsatz von rund 1,76 Milliarden Schweizer Franken. 2023 gab es 593 Verkaufsstellen in der Deutsch- und Westschweiz und 214 freie Detaillisten sowie 117 Tankstellenshops, welche von der Volg Konsumwaren AG beliefert werden. Mehr als die Hälfte aller Verkaufsstellen werden von der Volg Detailhandels AG in Eigenregie betrieben, der Rest von den Landi-Genossenschaften und ein paar wenige von privaten Detaillisten im Franchising.
Die Verteilzentrale in Winterthur beliefert alle Verkaufsstellen mit Food/Nearfood und knapp die Hälfte aller Läden mit Frischprodukten, Früchten und Gemüse. Die Verteilzentren in Landquart GR und Oberbipp (BE) beliefern die Läden in Graubünden bzw. im westlichen Teil des Wirtschaftsgebiets. Zu Volg gehören die «Prima»-Läden (Volg-Partnerkonzept für freie Detaillisten) und die Agrola-Tankstellenshops (TopShops). Der Anteil der inzwischen 117 TopShops am Gesamtumsatz der Gruppe belief sich 2023 auf 372 Millionen Franken.

## Galerie

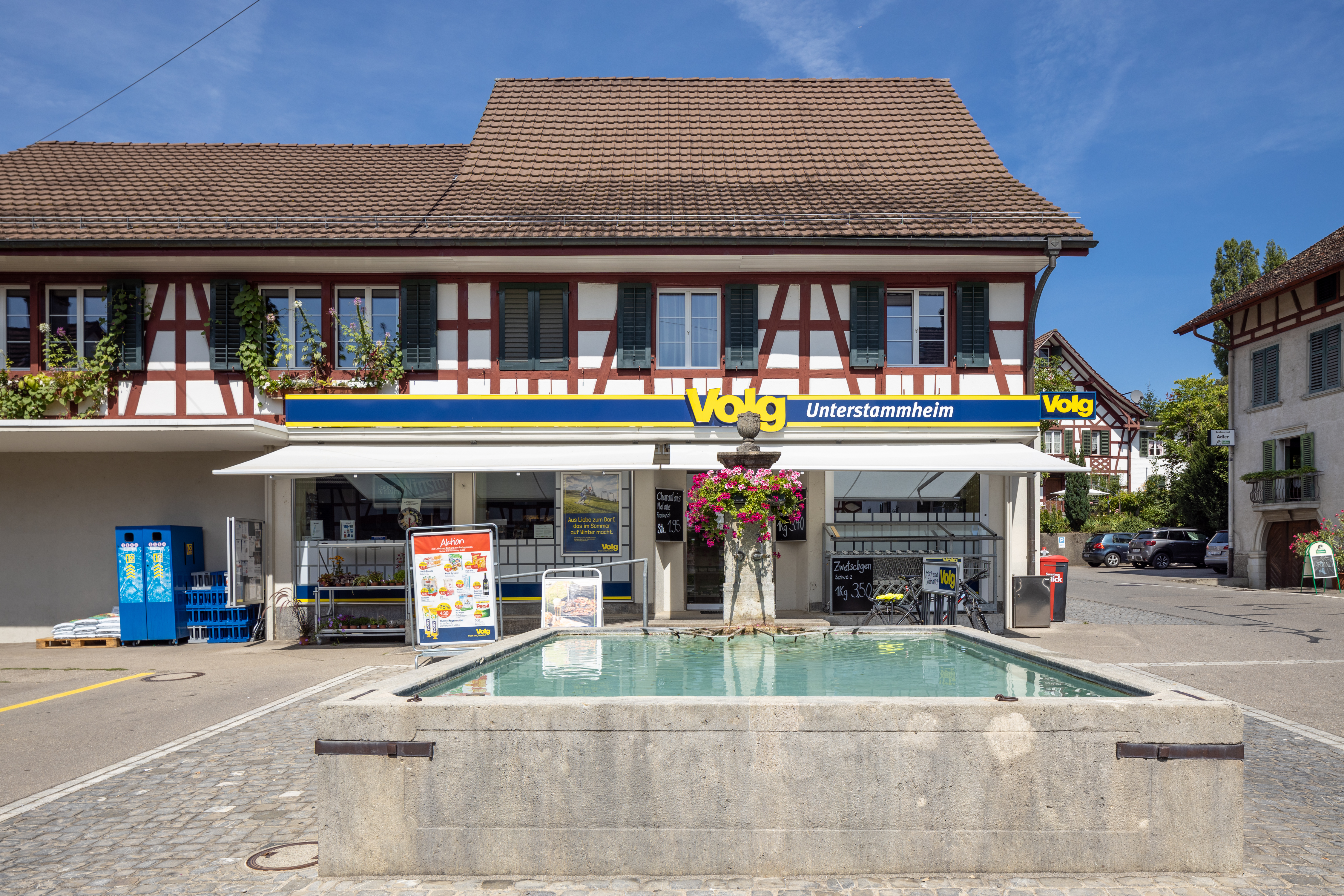
VOLG Unterstammheim
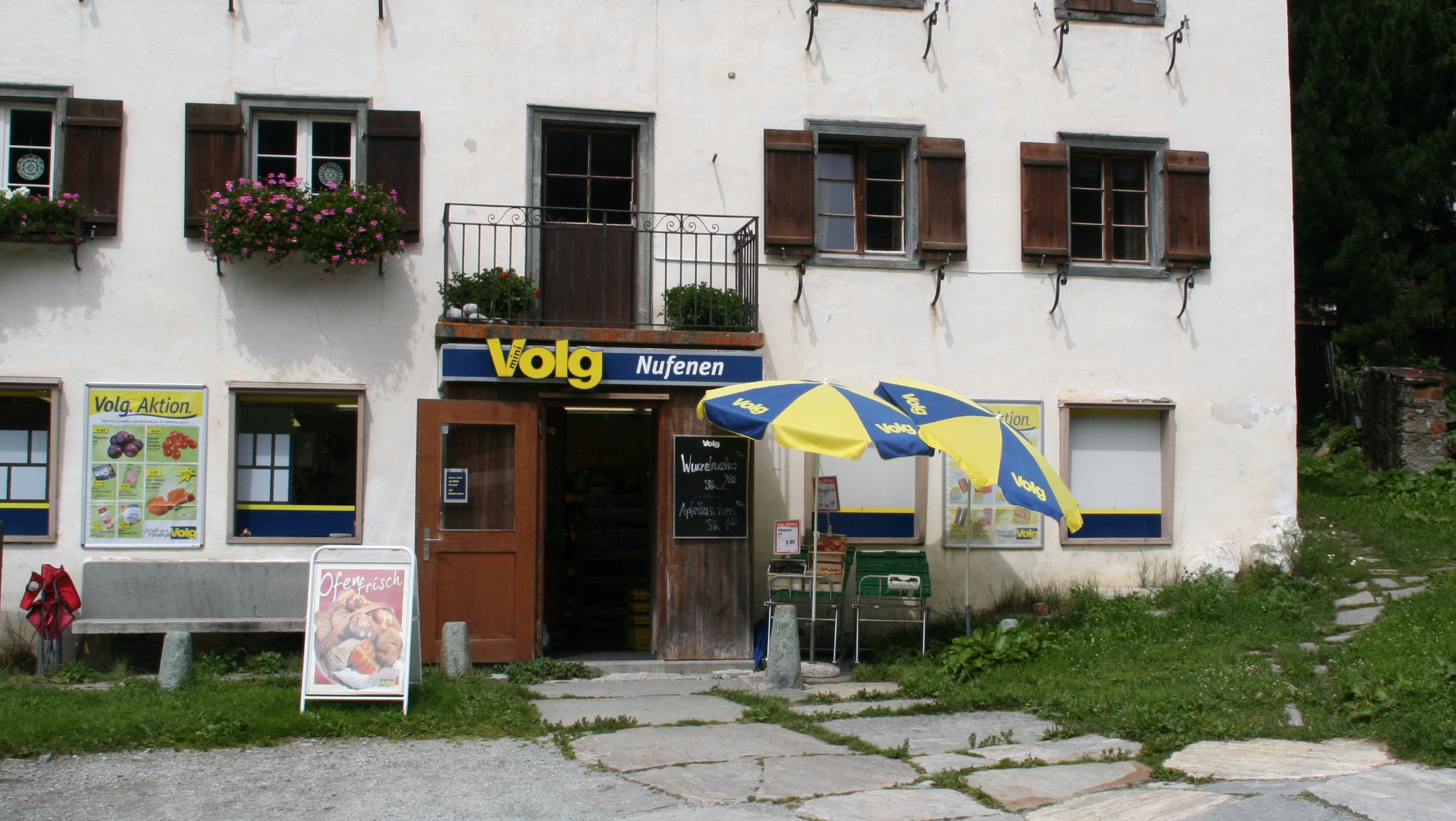
Volg-Filiale in Nufenen GR
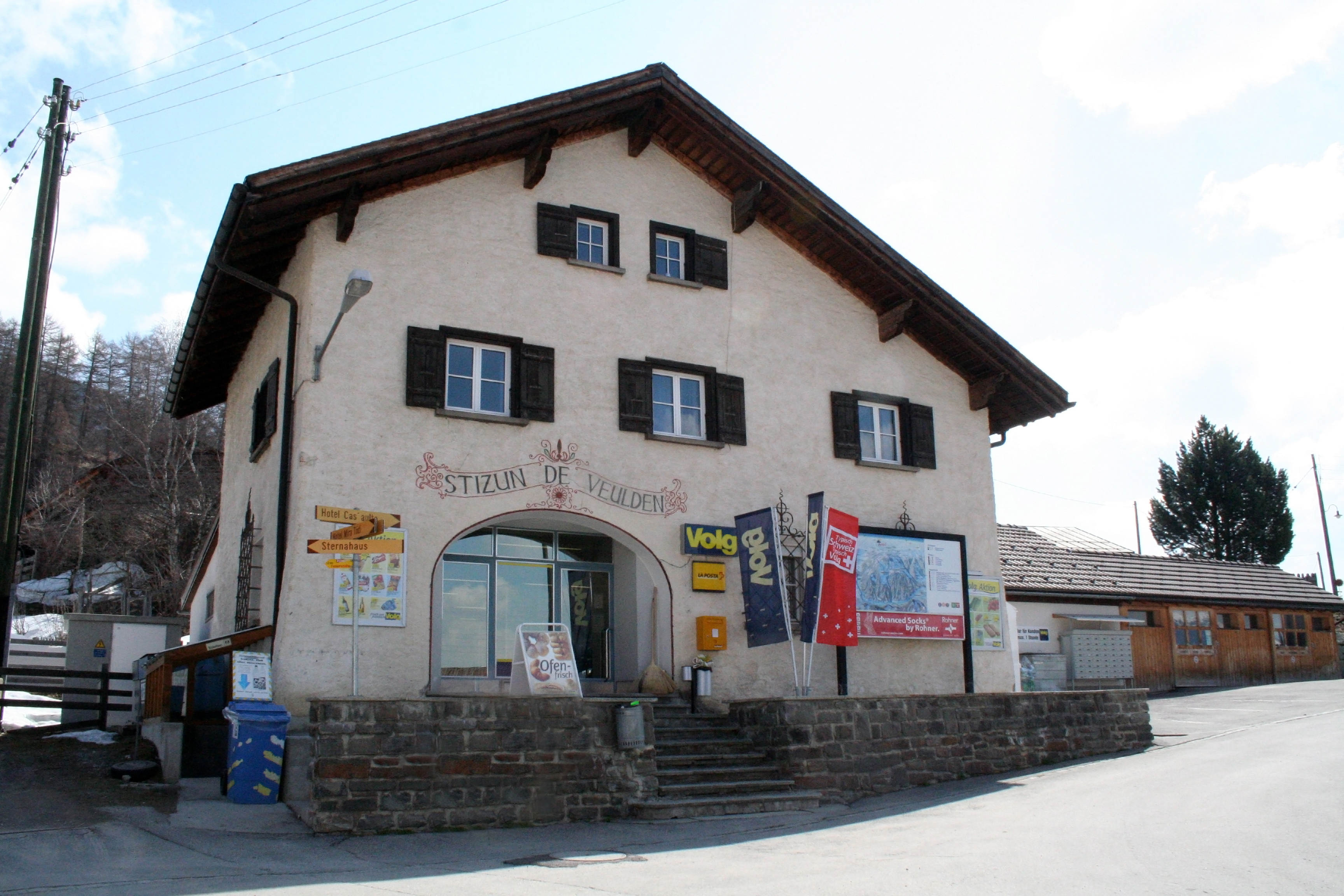
Volg-Filiale in Feldis
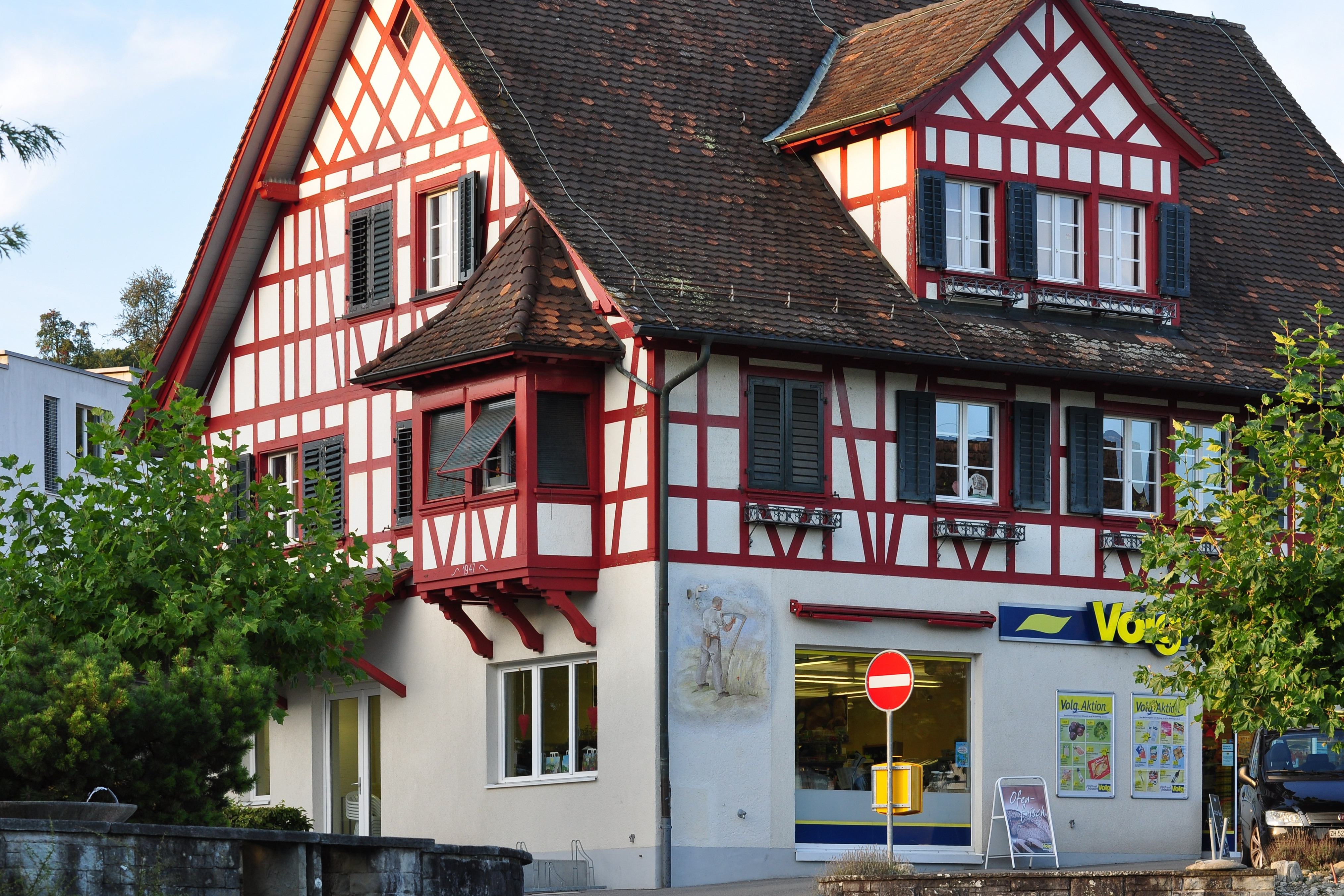
Volg-Filiale in Meilen (heute eine Prima-Filiale)
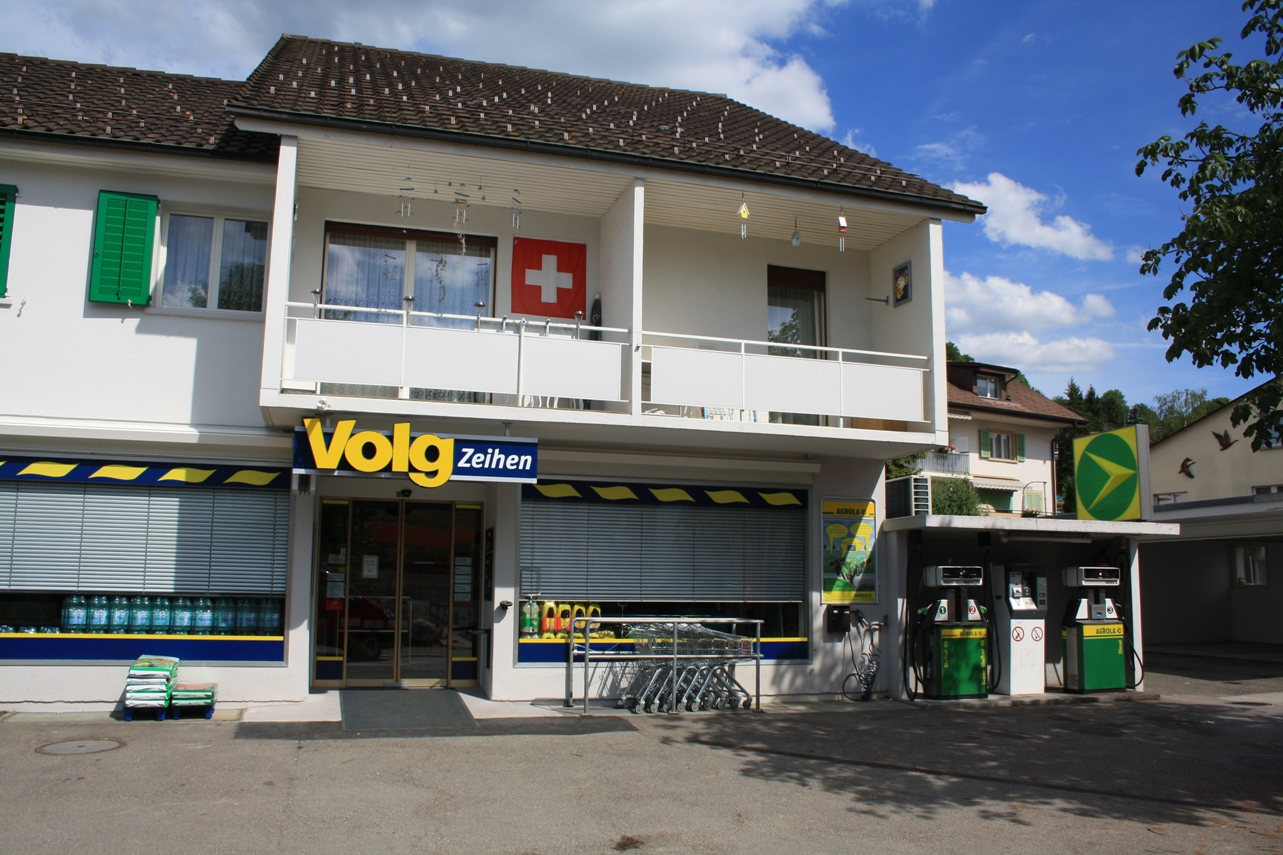
Volg-Filiale in Zeihen
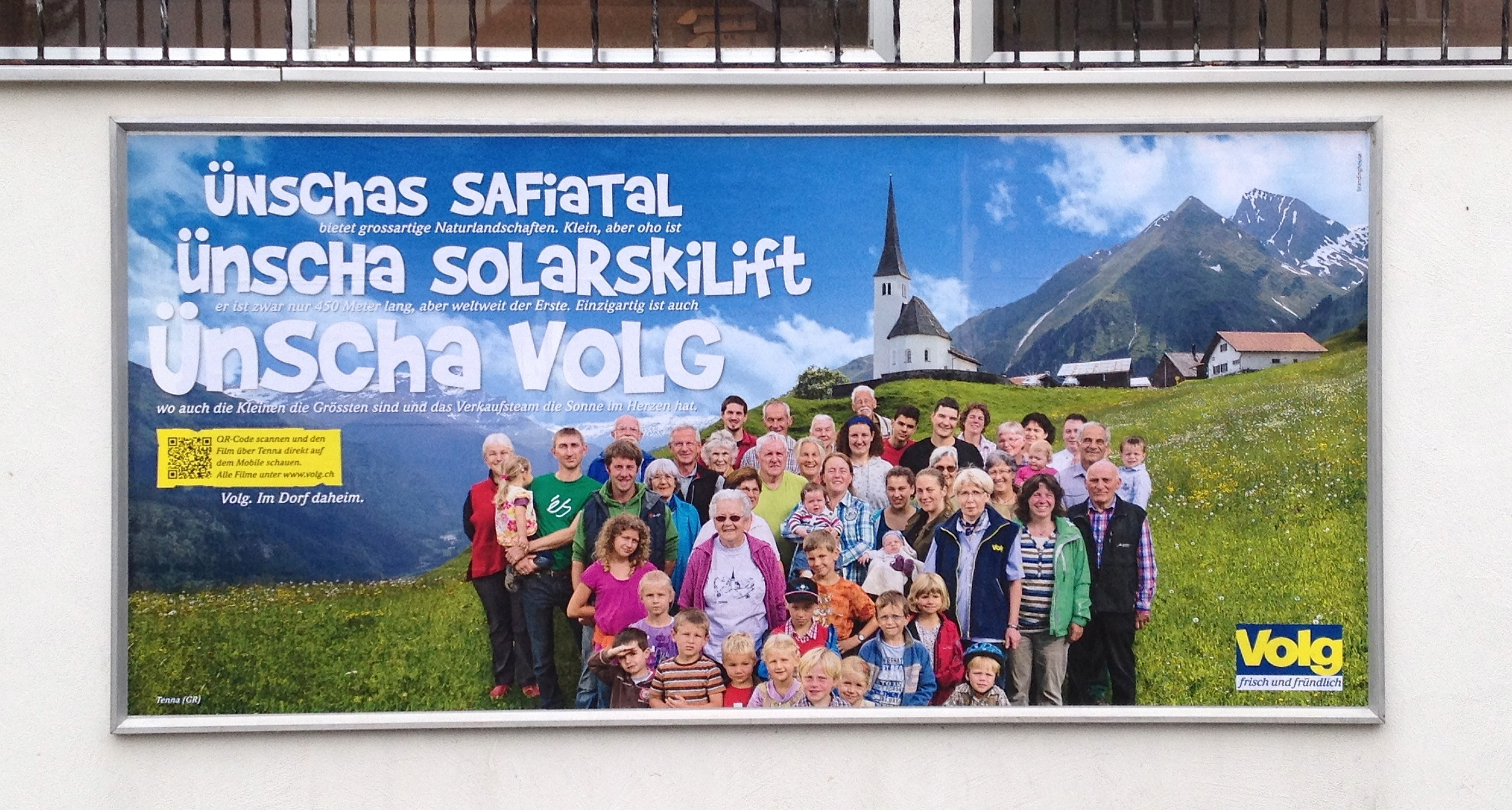
Volg wirbt mit verschiedenen Dörfern, hier Tenna